# Belpochta
Belpochta (biélorusse : Белпошта, russe : Белпочта) est le principal opérateur postal en Biélorussie.

## Sources externes
- biélorusse :Пошта.бел